# Паличка

Розташування паличок у сітківці

Паличка — клітина-фоторецептор сітківки ока, що відповідає за реєстрацію малоінтенсивного світла й за чорно-білий зір. За кольоровий зір відповідають фоторецептори іншого типу, які називаються колбочками. Палички розташовані густіше в зовнішніх областях сітківки, а тому важливі для периферійного зору. У сітківці людського ока приблизно 120 млн паличок.

## Будова й принцип дії

Будова палички

Палички вужчі, ніж колбочки, але в основному структура обох типів фоторецепторів подібна. Пігмент розташований на зовнішньому кінці, на пігментному епітелії. В цьому кінці є стопка дисків. Площа фоторецепторного пігмента велика, чим зумовлена чутливість до світла. Світлочутливий пігмент у паличках лише одного типу, а не трьох, як у колбочках, тому палички не забезпечують розрізнення кольорів. Пігмент називається родопсином.
Як і колбочки, палички мають синаптичне закінчення, внутрішний сегмент і зовнішній сегмент. Синаптичне закінчення формує синапс із іншим нейроном, наприклад, біполярною клітиною. Внутрішній та зовнішній сегмент з'єднані між собою війкою
. Органели клітини та її ядро містяться у внутнішньому сегменті, тоді як зовнішній, повернутий у глибину ока, містить світлочутливий матеріал.

## Виноски
1. ↑  Human Physiology and Mechanisms of Disease by Arthur C. Guyton (1992) p.373
2. 1 2   Kandel E.R., Schwartz, J.H., Jessell, T.M. (2000). Principles of Neural Science, 4th ed., pp.507-513. McGraw-Hill, New York.
3. ↑  «Photoreception» McGraw-Hill Encyclopedia of Science & Technology, vol. 13, p.460 2007